# Sphinx (文档生成器)
Sphinx是Python社区编写和使用的文档生成器。它是用Python编写的，也可以在其他环境中使用。

## 目的和功能
Sphinx将reStructuredText文件转换为HTML网站和其他格式，包括PDF、EPUB、Texinfo和man。
reStructuredText是可扩展的，Sphinx通过许多扩展来利用其可扩展性 — 用于从源代码自动生成文档、编写数学符号或突出显示源代码等。

## 历史和使用
2008年3月21日，发布了第一个公共版本0.1.61611。它是为Python项目的文档开发的，也已得到了广泛的应用。
自2008年Sphinx被引入以来，已经被许多其他重要的Python项目采用，包括Bazaar、SQLAlchemy、MayaVi、SageMath、SciPy、Django和Pylons。它还用于Blender用户手册和Python API文档。
2010年，Eric Holscher宣布创建Read the Docs项目，作为使软件文档维护更容易的努力的一部分。Read the Docs可以在每次提交之后自动构建和上传Sphinx文档。

### Linux内核
Linux内核的文档子系统在2016年发生了变化。从4.7开发周期开始，文档开始切换到使用Sphinx。
- LCA2016 演讲：作为内核文档维护者的我学到了什么（YouTube上的What I've learned as the kernel docs maintainer）
- LCA2017 演讲：内核文档：现状及未来（YouTube上的Kernel documentation: what we have and where it's going）

## 另请参阅
- 文档生成器的比较